# دانيال بوكانان
دانيال بوكانان هو رياضياتي كندي، ولد في 14 أبريل 1880، وتوفي في 1 ديسمبر 1950.